# Gare d’Annecy
Gare d'Annecy – stacja kolejowa w Annecy, w departamencie Górna Sabaudia, w regionie Owernia-Rodan-Alpy, we Francji. 
Jest stacją Société nationale des chemins de fer français (SNCF), obsługiwaną przez pociągi TGV, Intercités i TER Rhône-Alpes. 

## Położenie
Znajduje się na wysokości 449 m n.p.m., na km 39,594 linii Aix-les-Bains – Annemasse, pomiędzy stacjami Rumilly i Pringy. Jest też stacją początkową linii do Albertville.